# Charles Bulfinch
Charles Bulfinch (Boston, 8 agosto 1763 – Boston, 15 aprile 1844) è stato un architetto statunitense del XVIII e XIX secolo.
Da molti storici è considerato il primo importante architetto originario degli Stati Uniti. I suoi lavori di stile Neoclassico, contraddistinti dalla semplicità delle forme e dall'armonia compositiva, hanno profondamente influenzato l'architettura ufficiale degli Stati Uniti durante il XIX secolo dando origine a quello che viene definito “Federal Style”.

## Biografia
Bulfinch nacque nel 1763 a Boston da Thomas Bulfinch, un importante medico, e Susan Apthorp. Studiò presso la Boston Latin School e frequentò l'Università Harvard, laureandosi con un Master's degree nel 1784.
Successivamente, secondo le tradizioni del tempo, decise di intraprendere il suo grand tour in Europa dal 1785 al 1787.
Visitando l'Italia fu influenzato particolarmente dall'architettura classica, mentre in Gran Bretagna poté conoscere direttamente le opere del neoclassicismo britannico di Christopher Wren, Robert Adam e William Chambers. Durante il viaggio conobbe il futuro presidente degli Stati Uniti d'America Thomas Jefferson che divenne il suo mentore.
Al suo ritorno negli Stati Uniti, nel 1787, Bulfinch promosse finanziariamente la spedizione attorno al mondo della nave Columbia, comandata dal capitano Robert Gray. La spedizione ebbe successo e la Columbia fu la prima nave americana a compiere la circumnavigazione del globo. Nel 1788 sposò sua cugina Hanna Apthorp dalla quale ebbe diversi figli.

## Esordi nell'architettura

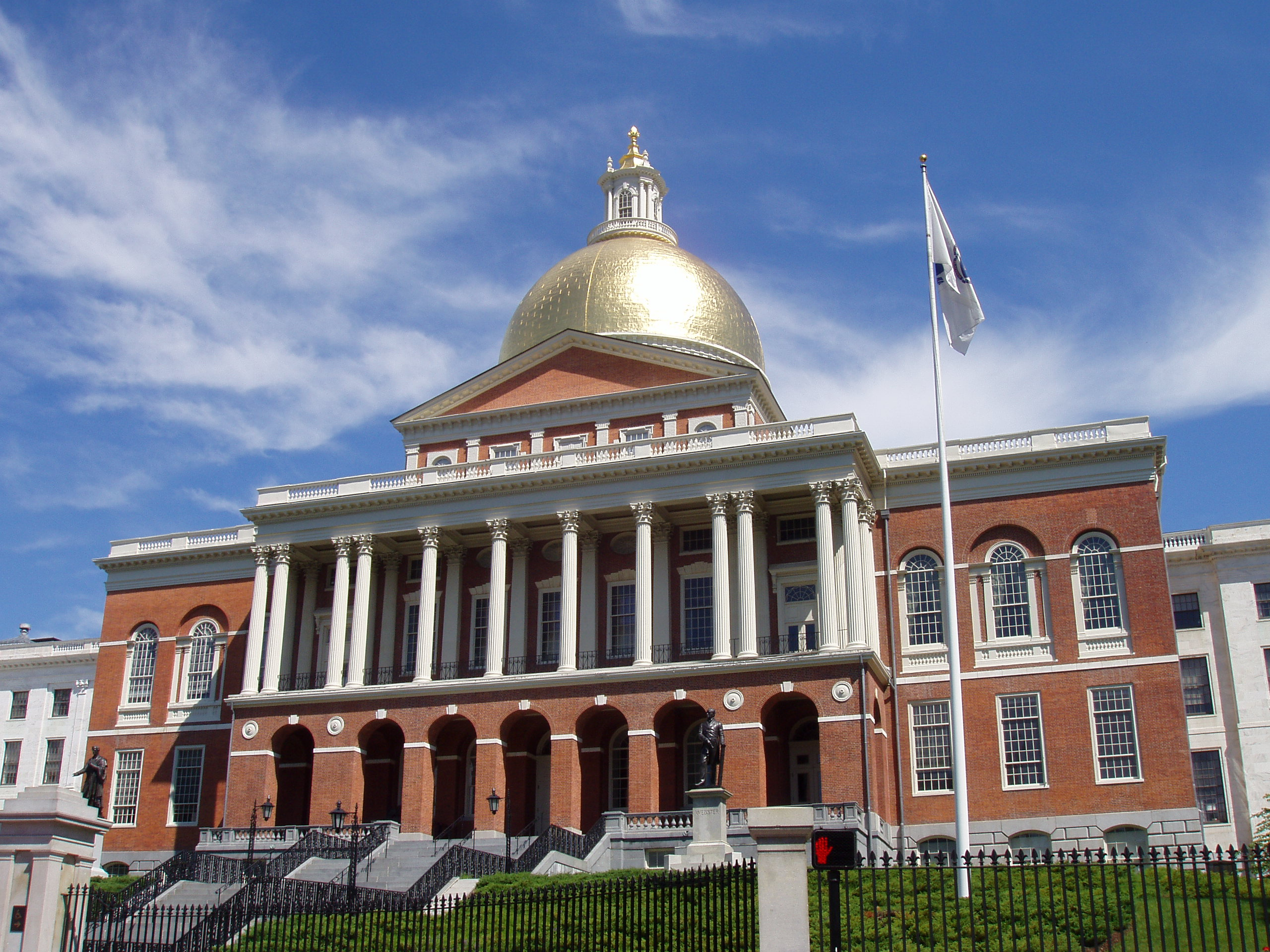
Massachusetts State House

Il primo edificio progettato da Bulfinch, nel 1788, fu la chiesa di Hollis Street a Boston. Fra i suoi lavori giovanili spiccano la colonna commemorativa di Beacon Hill (1789), il primo monumento dedicato alla Rivoluzione Americana, Tontine Crescent (1793-1794, ora demolito) e la Old State House di Hartford, Connecticut (1796). Nel 1798 Bulfinch si impegnò a costruire una delle sue opere più famose, la Massachusetts State House che è tuttora sede ufficiale del Governatore del Massachusetts. 
Nel corso dei dieci anni successivi, Bulfinch progettò e costruì un gran numero di dimore private per la ricca borghesia bostoniana, fra le quali spiccano tre case per Harrison Gray Otis (1796, 1800 e 1806) e la John Phillips House (1804). Bulfinch si dedicò anche alla costruzione di numerosi edifici religiosi, dei quali rimane solo la New North Church (1802-1804).

## Carriera politica

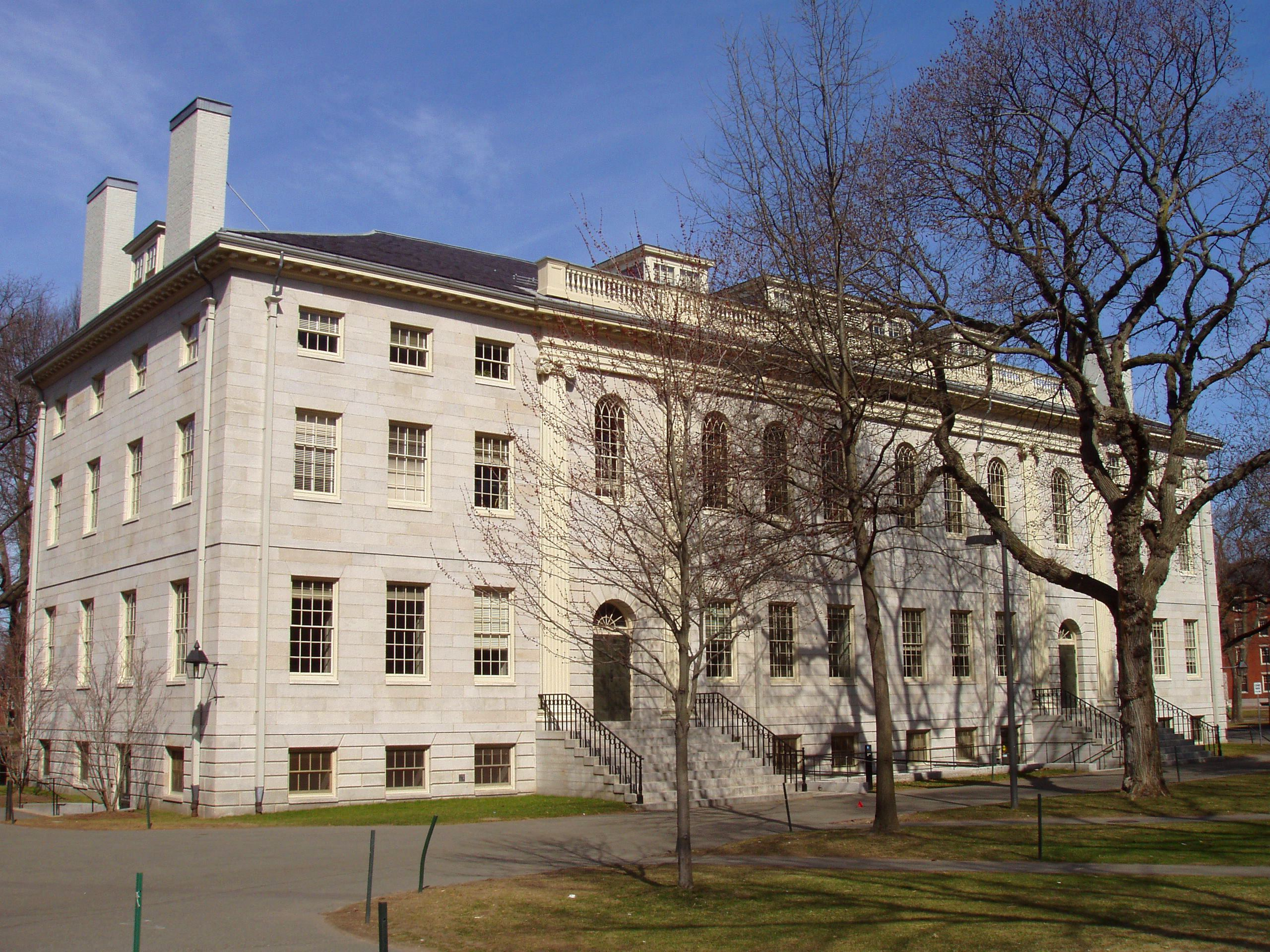
Harvard University Hall

Dal 1791 al 1795, l'architetto fu membro del Boston's board of selectmen, il consiglio cittadino che governava Boston. Si dimise per dedicarsi ai suoi affari, ma ritornò in carica nel 1799, diventando presidente del board, carica che mantenne fino al 1817, affiancandola a quella di Sovrintendente di Polizia, responsabile per la sicurezza delle strade, la manutenzione dei canali e l'illuminazione pubblica.
Grazie al suo impulso le infrastrutture della città si modernizzarono grandemente, mentre il centro di Boston assunse un rispettabile aspetto neoclassico. In questo periodo Bulfinch si incaricò di progettare il Boston Common, il più antico parco pubblico della città, ricostruì ed espanse il mercato di Faneuil Hall (1805) e costruì una nuova parte del porto, il cosiddetto India Wharf. 
Fra gli altri edifici importanti progettati e costruiti durante il suo pubblico servizio per Boston troviamo la Massachusetts State Prison (1803), il carcere statale, il Massachusetts General Hospital (1818) e lo University Hall (1813-1814) per Harvard.
Nonostante questa grande attività progettuale e politica, Bulfinch cominciò ad avere problemi economici fin dal 1796, e fu dichiarato più volte insolvente. Nel 1811 fu addirittura incarcerato per debiti per un mese, paradossalmente rinchiuso in una prigione progettata da lui stesso. Bisogna infatti ricordare che le cariche pubbliche nel XIX secolo non erano retribuite e per la progettazione e la costruzione della State House Bulfinch ricevette solo 1400 dollari.

## Completamento del Campidoglio

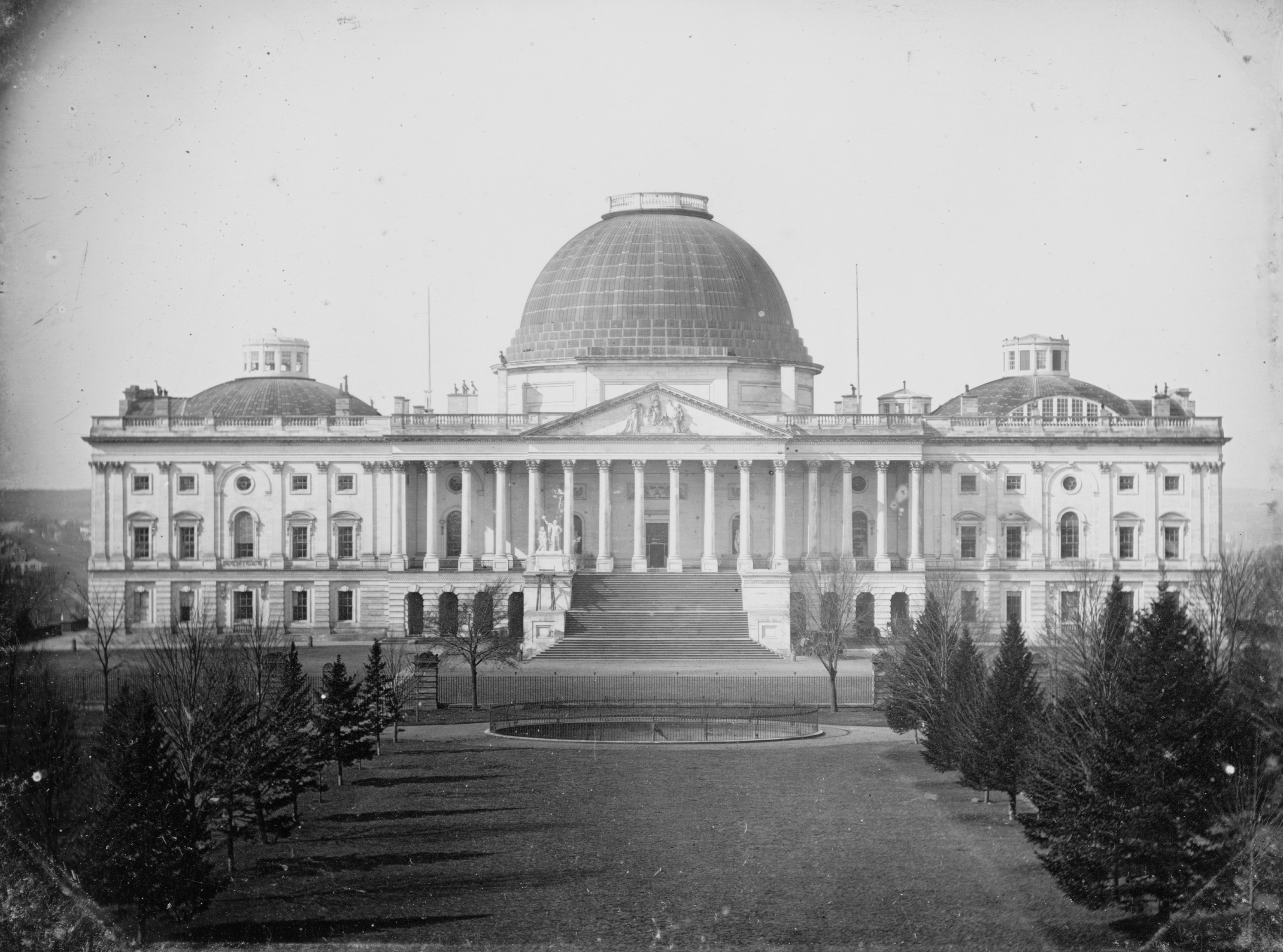
Il Campidoglio nel 1846

Nell'estate del 1817, il presidente James Monroe visitò la città di Boston e fu accompagnato per una settimana da Bulfinch, in qualità di presidente del board of selectmen. Impressionato dalla competenza dell'architetto, Monroe, qualche mese dopo, lo nominò successore di Benjamin Latrobe come direttore dei lavori per la costruzione del Campidoglio di Washington. L'edificio era da tempo in costruzione ed era stato inoltre danneggiato e parzialmente bruciato dalle truppe britanniche durante la guerra del 1812. Grazie a questa nomina l'architetto ottenne un gettito di 2500 dollari annui più le spese. 
In qualità di direttore dei lavori, Bulfinch completò le ali del Campidoglio, ridisegnò l'ingresso occidentale del portico ed eresse l'originale cupola di legno per coprire la rotonda centrale (la sua cupola fu più tardi rimpiazzata con una nuova cupola di ghisa verso il 1850). Nel 1829 Bulfinch chiuse ufficialmente i lavori per la costruzione del Campidoglio a ben trentasei anni di distanza dalla posa della prima pietra.
Durante i suoi anni a Washington, Bulfinch progettò anche la State House di Augusta nel Maine, costruita poi da altri fra il 1829 e il 1832.
Nel 1830, Bulfinch decise di ritirarsi a Boston, dove morì nel 1844, a ottant'anni di età. Sepolto in un primo momento nel camposanto della King's Chapel, il suo corpo fu poi spostato nel Mount Auburn Cemetery di Cambridge, dove si trova tuttora.